# Kepler-36
Kepler-36 — звезда в созвездии Лебедя. Находится на расстоянии около 1530 световых лет от Солнца. Вокруг звезды обращаются, как минимум, две планеты.

## Характеристики
Kepler-36 представляет собой звезду 11,9 видимой звёздной величины, по размерам и массе превосходящую наше Солнце. Её масса и радиус равны 1,071 и 1,626 солнечных соответственно. Температура поверхности составляет приблизительно 5911 кельвинов. Звезда имеет аномально большой размер, скорее всего, она является субгигантом.

## Планетная система
В 2012 году группой астрономов, работающих с данными, полученными орбитальным телескопом Kepler, было объявлено об открытии двух планет в системе. Планетная система выделяется тем, что орбиты планет расположены очень близко друг к другу. Размеры планет варьируются в пределах от 1,5 до 3,5 земных. При разнице больших полуосей орбит в 10 % их плотности отличаются в 8 раз. Ниже приводится сводная таблица более точных данных характеристик планет.

## Устойчивость системы
Из-за близости своих орбит обе планеты испытывают сильное взаимное влияние. Численное моделирование системы Kepler-36, проведенное другим коллективом учёных, привело к парадоксальному выводу — несмотря на низкие эксцентриситеты, орбиты обеих планет являются хаотическими, т.е. положение планет принципиально непредсказуемо на временах больше ~10 лет. Кроме того, оказалось, что они связаны орбитальным резонансом высокого порядка 26:34. Только в 4.5% случаев интегрирование системы показывало её устойчивость на временах, превышающих 200 млн. лет.